# Перистери (баскетбольный клуб)
«Перистери» (греч. Περιστερίου K.A.E.) — греческий баскетбольный клуб, базирующийся в муниципалитете Перистери, пригороде Афин. Выступает в чемпионате Греции по баскетболу.

## История клуба
В 1983 году «Перистери» выиграл первый титул чемпиона второго дивизиона Греции, Лиги А2. В 1989 году команда вновь стала чемпионом второй лиги, завоевав первый титул в новом профессиональном формате турнира. В следующем сезоне 1989–90 «Перистери» в первый раз выступил в чемпионате Греции по баскетболу.
Несколько сезонов были для команды успешными, в команде появились известные игроки. Клуб принимал участие в розыгрыше европейских баскетбольных турниров, семь раз принимал участие в Кубке Корача (1992, 1993, 1994, 1995, 1997, 1998 и 2000). Из известных игроков этого периода можно отметить Well-known players such as Марко Ярича, Милана Гуровича, Ангелоса Корониоса, Михалиса Пелеканоса, Костаса Царцариса, Алфонсо Форда.
В 2001 году с одним из лучших бомбардиров Лиги, Алфонсо Фордом команда финишировала второй в регулярном чемпионате. Также клуб попал в Евролигу, где выступал в сезонах 2000–01 и 2001–02. В 2003 году команда выступала в турнире ФИБА Еврокубок Челлендж. В сезоне 2004 года клуб выступал в Кубке вызова ФИБА.
В сезоне 2003–04 команда потеряла место в высшем дивизионе и попала в Лигу В, в основном из-за финансовых проблем. В сезоне 2007–08 «Перистери» попал во вторую лигу А2, закончив чемпионат на втором месте в Лиге В. После сезона 2012–13 клуб вновь попал в Лигу А2. Из-за финансовых трудностей не смог выступить в Лиге A2, а отправился вновь в Лигу B (третий дивизион).
В сезоне 2014–15 команда заняла четвёртое место в 1-й группе Лиги B. Однако из-за того, что из Лиги А2 выбыл «Паниониос», у команды появилась возможность вернуться в Лигу A2, где команда заняла место «Паниониоса».
В сезоне 2017–18 Лиги A2 «Перистери» в третий раз стал чемпионом Лиги А2, а также получил возможность выступить в следующем сезоне в высшем дивизионе Греции. TКоманда побила рекорд по соотношению побед и поражений в лиге, в регулярном сезоне одержав 29 побед при одном поражении.

## Достижения
- Лига А2 (Второй дивизион)
  - Чемпион (3): 1988–89, 2008–09, 2017–18
- Лига В: (Третий дивизион)
  - Чемпион (3): 1982–83, 2006–07, 2016–17

## Известные тренеры
- /  Драган Шакота
- Файдон Маттайоу
- Аргирис Педулакис

## Известные игроки
- Марко Ярич
- Костас Царцарис
- Панайотис Василопулос
- Гайос Скордилис
- Георгиос Папаяниис
- Андреас Глиниадакис
- /  Майкл Брамос
- /  Алексей Саврасенко
- Адам Вуйцик
- Бенджамин Бенуа
- Маркус Фэйсон
- Гэри Грант
- Уилл Дэниелс
- Григорий Хижняк